# Guennadi Tsipkàlov
Guennadi Nikolàievitx Tsipkàlov (en rus: Геннáдий Николáевич Цыпкáлов) (Maltxévsko-Pólnenskaia, óblast de Rostov, RSFSR, URSS, 21 de juny de 1973 - Luhansk, 24 de setembre de 2016) va ser un polític i militar rus, president interí el 2014 i primer ministre de la República Popular de Luhansk entre 2014 i 2015.
Nasqué el 21 de juliol de 1973 al poble Maltxevka-Polnènskaia de l'óblast de Rostov. Al cap de dos mesos la seva família es va traslladar al poble Khriaxevàtoie, situat a prop de Luhansk, on Guennadi Tsipkàlov vivia fins fa poc. El 1988 va acabar el vuitè (similar al 2n curs de l'ESO) de l'institut de Khriaxevàtoie. En 2009 va acabar la Universitat Nacional del Sud d'Ucraïna (Восточноукраинский национальный университет). Segons les autoritats de la República Popular de Luhansk, es va suïcidar el 24 de setembre de 2016. Segons algunes amistats seves, a qui Ígor Plotnitski va rebutjar, la responsabilitat recau sobre ell en un acte d'assassinat.